# منطقه خودمختار موقت
منطقه خودمختار موقت (انگلیسی: Temporary Autonomous Zone) کتابی است از نویسنده آنارشیست و شاعر حکیم بیگ (پیتر لامبورن ویلسون) که در سال ۱۹۹۱ توسط اتونومیدیا و در سال ۲۰۱۱ توسط انتشارات استودیو پاسیفیک با شماره شابک (شابک ‎۹۷۸−۱−۴۶۰۹−۰۱۷۷−۹) منتشر شده‌است.
این مجموعه شامل سه بخش است: «هرج و مرج: بروشورهای آنارشیسم هستی‌شناسی»، «اطلاعیه‌های انجمن هرج و مرج هستی‌شناسی» و «منطقه خودمختار موقت».

## موضوع
این کتاب تاکتیک اجتماعی و سیاسی ایجاد فضای موقت که از ساختارهای رسمی کنترل اجتناب می‌کند را توضیح می‌دهد. این نوشتار از مثالهای مختلفی از تاریخ و فلسفه استفاده می‌کند که هر کدام نشان می‌دهد که بهترین راه برای ایجاد یک سیستم غیر سلسله مراتبی روابط اجتماعی، تمرکز بر روی حال حاضر و آزاد کردن ذهن خود از مکانیزم‌های کنترلی که بر روی آن تحمیل شده‌است، می‌باشد.
بیگ استدلال می‌کند که در شکل‌گیری یک منطقه خودمختار موقت، اطلاعات به ابزار مهمی تبدیل می‌شود که خود را در شکاف رویه‌های رسمی پنهان می‌کند. قلمرو جدیدی در حد فاصل بین مناطق از قبل تأسیس شده، ایجاد می‌گردد. هر تلاش برای پایداری که فراتر از لحظات پیش برود، به یک سیستم ساختاری که به‌طور ناگهانی خلاقیت فردی را خنثی می‌کند، رو به وخامت می‌گذارد. این همان فرصت در خلاقیت است که توانمندسازی واقعی است.
بیگ، سپس این مفهوم را به فراتر از «موقت» گسترش داد و گفت: «ما مجبور بودیم این واقعیت را در نظر بگیریم که تمام مناطق خودمختار موجود، موقتی نیستند. بعضی مناطق کمابیش دائمی هستند؛ لذا، این به مفهوم منطقه خودمختار دائم است.»

## عناوین
بخش عناوین به زیر بخش‌هایی که در پایین می‌آید تقسیم می‌شود:
1. مدینه فاضله دزدان دریایی
2. انتظار برای انقلاب
3. روانشناسی زندگی روزمره
4. شبکه و وب
5. رفته به کرواتان
6. موسیقی به عنوان یک اصل سازمانی
7. اراده برای قدرت ناپیدا
8. سوراخ موش‌ها در شهر اطلاعات